# Викрадення Ганса Мартіна Шлеєра
Ви́крадення і уби́вство Га́нса Ма́ртіна Шле́єра — одна з терористичних атак, організованих і скоєних восени 1977 року ліворадикальною терористичною організацією «Фракція Червоної армії» (нім. Rote Armee Fraktion; RAF).
Німецький промисловий лідер і колишній офіцер СС Ганс Мартін Шлеєр був викрадений 5 вересня 1977 року членами RAF. Метою теракту було змусити західнонімецький уряд звільнити Андреаса Баадера та трьох інших провідних членів RAF, яких утримували у в'язниці Штаммгайм поблизу Штутгарта. Внаслідок невдалого викрадення літака «Ландсхут» і масового самогубства ув'язнених членів «Фракції Червоної армії», після 43 днів перебування в заручниках Шлеєр був убитий.
Терористичний акт увійшов в історію як частина так званої «Німецької осені» — низки подій у другій половині 1977 року, пов'язаних з періодом і політичною атмосферою у Федеративній Республіці Німеччина у вересні та жовтні 1977 року.

## Передумови
У 1972 році лідери першого покоління RAF були заарештовані і в 1977 році засуджені до довічного ув'язнення. Звільнення цих ув'язнених було найважливішою, якщо не єдиною, метою другого покоління RAF. У лютому і березні 1975 року «Рух 2 червня» домігся звільнення однодумців за допомогою викрадення німецького політика Петера Лоренца: п'ятеро терористів, уже засуджених до тюремного ув'язнення, були переправлені на Близький Схід. Четверо з них згодом знову вчинили терористичні злочини. У квітні 1975 року перша спроба «Фракції Червоної армії» домогтися його звільнення провалилася через захоплення заручників у Стокгольмі.
Так званий «Наступ 77», серія терористичних атак у 1977 році, став новою спробою звільнити терористів два роки по тому. Частина планів RAF, розроблених здебільшого Зігфрідом Гаагом, уже була відома Федеральному управлінню кримінальної поліції, але розшифрувати їх вдалося вже пізніше.
В епоху нацизму Шлеєр був посадовою особою Націонал-соціалістичного союзу студентів Німеччини (нім. Nationalsozialistischer Deutscher Studentenbund; NSDStB) і унтерштурмфюрером СС у Празі, але після війни його не притягли до відповідальності, і він став високопоставленим економічним чиновником і менеджером у Федеративній Республіці.
Шлеєра вважали таким, що перебуває у групі високого ризику, після вбивства федерального генерального прокурора Зігфріда Бубака і банківського керівника Юргена Понто, якого застрелили під час спроби викрадення членами RAF навесні 1977 року. Наприкінці червня 1977 року на своєму курорті в Оберурзелі Шлеєру зателефонував тодішній федеральний міністр внутрішніх справ Вернер Майгофер і повідомив йому, що відтепер він входить до числа осіб, щодо яких застосовується рівень безпеки I. Його квартири в Штутгарті, Меєрсбурзі та Кельні охоронялися поліцейськими дільницями, а самого Шлейєра охороняли співробітники поліції. Попри це, Шлеєр і його супровід не пересувалися на броньованих автомобілях.

## Перебіг подій

### Викрадення
У понеділок, 5 вересня 1977 року, приблизно о 17:10 Ганс Мартін Шлеєр був доставлений своїм водієм Гайнцем Марцишем на темному автомобілі Mercedes 450 SEL з роботи до своєї офіційної резиденції в багатоквартирному будинку за адресою Рашдорфштрассе, 10 у Кельні. Поліцейські, що виступали як охоронці, Рейнгольд Брендле, Гельмут Ульмер і Роланд Пілер, слідували в машині супроводу на світлому Mercedes 280 E. Троє охоронців були озброєні, але Шлеєр і його водій Марциш ні.
Терористи RAF, так звана «Група Зігфріда Гауснера», організували телефонний зв'язок, через який відслідковували пересування Шлеєра і передавали його чотирьом терористам, що чекали в засідці: Петеру-Юргену Бооку, Зіглінді Гофманн, Віллі Петеру Штоллю та Штефану Вишневському. Боок і Гофманн мали усунути поліцейських, Штолль — водія, а Вишневський викрасти Шлеєра.
Коли близько 17:28 обидві машини досягли Вінцент-Штатц-Штрассе, Вишневський виїхав на жовтому Mercedes 300 D і перекрив дорогу. Марциш встиг вчасно загальмувати, але машина супроводу врізалася в машину Шлеєра і проштовхнула його до автомобіля терористів, які відкрили вогонь. За півтори хвилини було зроблено щонайменше 119 пострілів. Марциш дістав кілька поранень і незабаром помер від отриманих серйозних травм.
Після убивства водія, Штолль раптово і всупереч попереднього плану, у стані збудження вибіг на лінію вогню Боока і Гофманн, схопився на капот машини супроводу і через лобове скло випустив усі боєприпаси, які в нього залишилися в його польському пістолеті-кулеметі PM-63 у салон машини. Водій, Рейнгольд Брендле, отримав 60 кульових поранень і незабаром помер. Поліцейському Роланду Пілеру вдалося вискочити з машини і тричі вистрілити з табельного пістолета, нікого не зачепивши. Сержант поліції Гельмут Ульмер зробив вісім пострілів із пістолета-кулемета з відчинених пасажирських дверей, але також промахнувся. Обидва поліцейські дістали щонайменше по три смертельні поранення кожен.
Сліди від пострілів на правих дверях машини супроводу, а також пістолет Colt M1911 калібру .45 Colt, знайдений на місці злочину, який не міг належати жодному з чотирьох інших учасників злочину, а також поранення загиблого офіцера Пілера на місці злочину дають підстави припустити, що у теракті брала участь п'ята особа, яка сховалася на будівельному майданчику, що тоді розташовувався на початку вулиці Вінценц-Штац-Штрассе.

### Утримання
Викрадачі втекли з місця злочину з неушкодженим Шлеєром на білому автобусі Volkswagen T2 і змінили транспортний засіб у підземному гаражі будинку, де розташовувалася секретна квартира RAF. Згодом терористи відвезли Шлеєра в Ерфтштадт-Ліблар поблизу Кельна, де як притулок використовували квартиру у висотній будівлі. 21 липня 1977 року Моніка Гельбінг підписала договір оренди квартири № 104 під вигаданим ім'ям Аннерозе Лоттманн-Бюкелерс.
Заручника тимчасово помістили до звукоізольованої пінопластової шафи та змусили записати відеозвернення до федерального уряду на чолі з канцлером Гельмутом Шмідтом із вимогою обміняти його на одинадцять ув'язнених членів «Фракції Червоної армії» першого покоління. Викрадачі вимагали звільнення Андреаса Баадера, Гудрун Енслін, Яна-Карла Распе, Верени Беккер, Вернера Гоппе, Карла-Гайнца Деллво, Ганни Краббе, Бернгарда Рьосснера, Інгрід Шуберт, Ірмгард Меллер та Гюнтера Зонненберга.
У листі, в якому викрадачі взяли на себе відповідальність, вони зажадали, щоб їхні заяви і фотографії ув'язненого Ганса Мартіна Шлеєра транслювали на телеканалі Tagesschau. Однак федеральний уряд не виконав це прохання. Натомість на першому засіданні кризової групи з викрадення людей було запроваджено запобіжний захід у вигляді замовчування інформації.
З 16 вересня Шлейєра протягом кількох днів утримували в будинку на вулиці Стевінстраат у районі Схевенінген у Гаазі. Голландська влада вела спостереження за будинком з іншого боку вулиці, проте арешту не здійснювали доти, доки Шлеєра не доправили до квартири в брюссельському районі Волюве-Сен-П'єр в ніч із 19 на 20 вересня. Причиною зміни квартири стала перестрілка, що сталася неподалік незадовго до цього між голландською поліцією і Ангелікою Шпайтель та іншим терористом. Шлеєр утримувався в Брюсселі до 18 жовтня.
15 жовтня 1977 року Ганс-Ебергард Шлеєр, адвокат і старший син викраденого посадовця, звернувся до Федерального конституційного суду з проханням про винесення тимчасової судової заборони щодо федерального уряду й урядів порушених земель з метою задоволення вимог викрадачів його батька. Того ж дня відбулося усне слухання, на якому сенат  відхилив заяву того ж вечора і опублікував рішення наступного ранку.
На кількох кризових засіданнях федеральний уряд під керівництвом Гельмута Шмідта ухвалив рішення, на відміну від випадку з Петером Лоренцом, не реагувати на вимоги викрадачів. Він зберіг свою жорстку позицію навіть після викрадення пасажирського літака «Ландсхут» компанії «Люфтганза», що слідував рейсом 181 і був захоплений членами «Фракції Червоної армії» та «Народним фронтом визволення Палестини» із вимогою звільнити ув'язнених членів RAF. 18 жовтня 1977 року загін західнонімецьких спецпризначенців GSG 9 звільнив літак і 90 заручників, що перебували на борту. Дізнавшись про це, лідери організації, зокрема Андреас Баадер, Ян-Карл Распе та Гудрун Енслін наклали на себе руки у своїх камерах в тюрмі Штаммгайм.

### Убивство
Коли викрадачі дізналися про загибель полонених членів RAF, Шлеєра було вбито того ж дня трьома пострілами в потилицю. Його тіло було знайдено 19 жовтня 1977 року в багажнику Audi 100, припаркованого на вулиці Шарля Пегі в Мюлузі.
У 2007 році Петер-Юрген Боок заявив, що смертельні постріли здійснили Штефан Вишневський і Рольф Гайслер. Однак Боок не був безпосереднім свідком злочину і перебував у Багдаді в момент, коли Шлеєр був застрелений.
Результати розтину свідчать про те, що всі постріли були зроблені з однієї зброї, однак, судячи з кута пострілів, злочинцями, ймовірно, були двоє. На даний момент досі невідомо, хто саме застрелив Шлеєра.

## Наслідки
Викрадення Шлеєра не досягло того ефекту, на який розраховували RAF. Хоча фотографії Шлеєра в полоні викликали співчуття у громадськості, це не призвело до суспільного тиску на федеральний уряд з метою виконання вимог викрадачів. Всупереч очікуванням «Фракції Червоної армії», держава не вдалася до настільки репресивних заходів, які могли б призвести до загальної критики федерального уряду. Опитування громадської думки засвідчили, що більшість населення виступає за посилення заходів із боротьби з тероризмом, тоді як поступка викрадачам Петера Лоренца раніше розглядалася в ЗМІ негативно.
Штефан Вишневський, Адельгейда Шульц, Бріґітте Монгаупт, Крістіан Клар, Петер-Юрген Боок, Рольф Клеменс Вагнер і Зіглінда Гофманн були засуджені до довічного ув'язнення за участь у викраденні Шлеєра. Відповідно до положень про захист свідків Зільке Маєр-Вітт, Моніка Гельбінг і Зігрід Штернебек, визнані винними в пособництві та підбурюванні, отримали загалом від семи до десяти років тюремного ув'язнення. Віллі Петер Штолль і Елізабет фон Дейк також підозрювалися в причетності до вбивства і були застрелені поліцією під час спроби їхнього арешту. У випадку зі Штоллем пряма причетність до викрадення Шлеєра і розстрілу його ескорту вважається безсумнівною. Ще семеро з 20 підозрюваних були засуджені за інші злочини. Фрідеріка Краббе досі числиться зниклою безвісти.
9 вересня 2007 року Петер-Юрген Боок зазначив, що за убивство Шлеєра безпосередню відповідальність несуть Рольф Гайслер і Штефан Вишневський. Вдова Шлеєра, Вальтруда Шлеєр, виступала проти помилування його викрадачів та інших членів RAF. Вона померла 21 березня 2008 року в Штутгарті.